# Liriomyza montella
Liriomyza montella este o specie de muște din genul Liriomyza, familia Agromyzidae, descrisă de Spencer în anul 1986.
Este endemică în Colorado. Conform Catalogue of Life specia Liriomyza montella nu are subspecii cunoscute.